# Mistrzostwa Europy w Żeglarstwie Lodowym 2011
41. Mistrzostwa Europy w Żeglarstwie Lodowym 2011 w klasie DN odbyły się w Kuressaare w Estonii, w pobliżu wyspy Sarema w dniach 27 lutego - 3 marca 2011 roku.
Mistrzem Starego Kontynentu został po raz trzeci Karol Jabłoński, wyprzedzając Łukasza Zakrzewskiego i Roberta Graczyka. Polacy zdominowali mistrzostwa, zajmując sześć pierwszych lokat w klasyfikacji generalnej.

## Wyniki
| Miejsce | Zawodnik          | Wynik |
| ------- | ----------------- | ----- |
|         | Karol Jabłoński   | 25,00 |
|         | Łukasz Zakrzewski | 42,00 |
|         | Robert Graczyk    | 57,00 |
| 4.      | Tomasz Zakrzewski | 72,00 |
| 5.      | Jarosław Racki    | 75,00 |
| 6.      | Paweł Burczyński  | 80,00 |